# Dichaetomyia lombkoensis
Dichaetomyia lombkoensis este o specie de muște din genul Dichaetomyia, familia Muscidae, descrisă de Willi Hennig în anul 1952. Conform Catalogue of Life specia Dichaetomyia lombkoensis nu are subspecii cunoscute.